# Stampen (klubb)

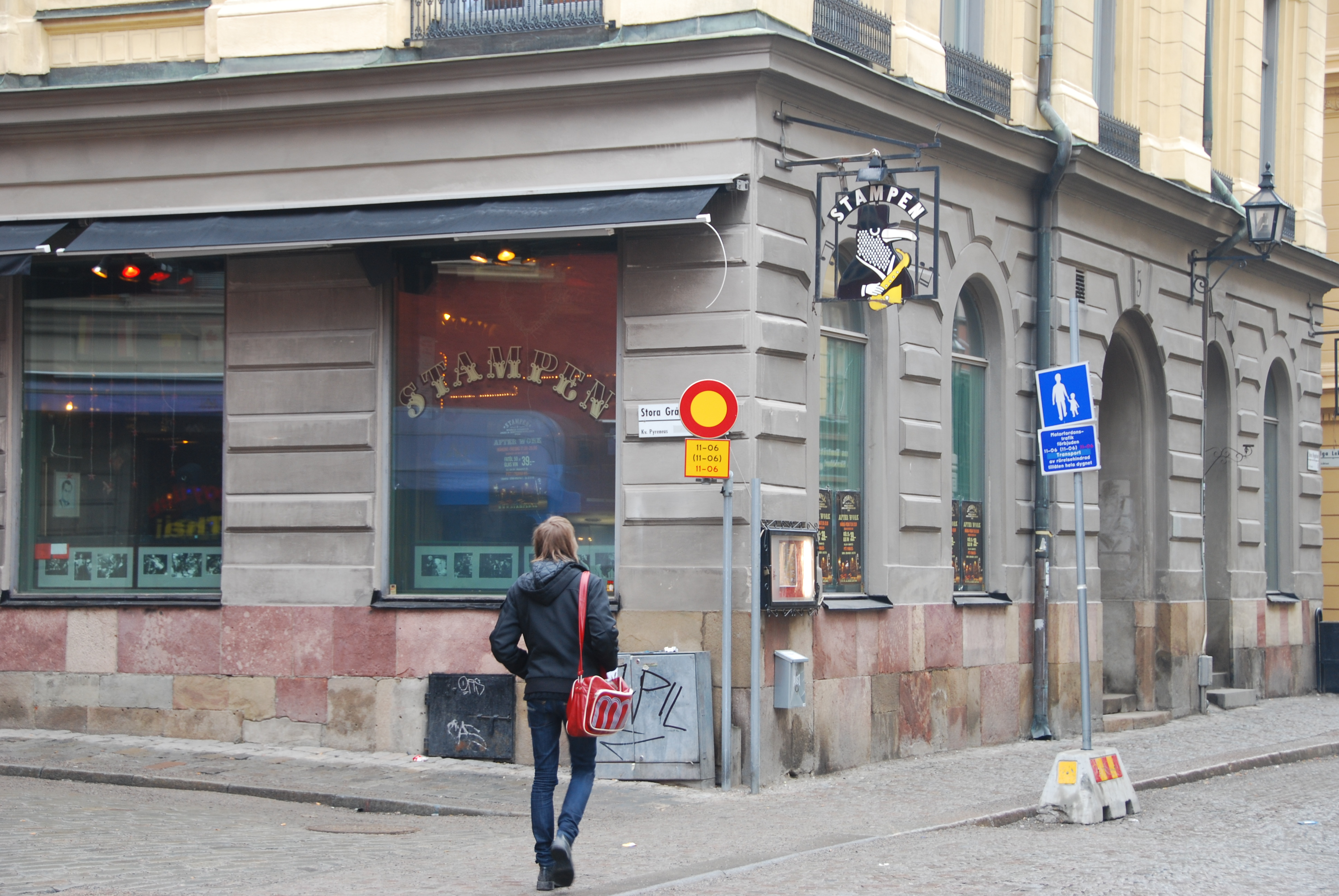
Stampens exteriör, mars 2010.

Stampen är en jazzklubb i hörnhuset Stora Gråmunkegränd 7/Stora Nygatan 5 i Gamla stan, Stockholm.

## Historik

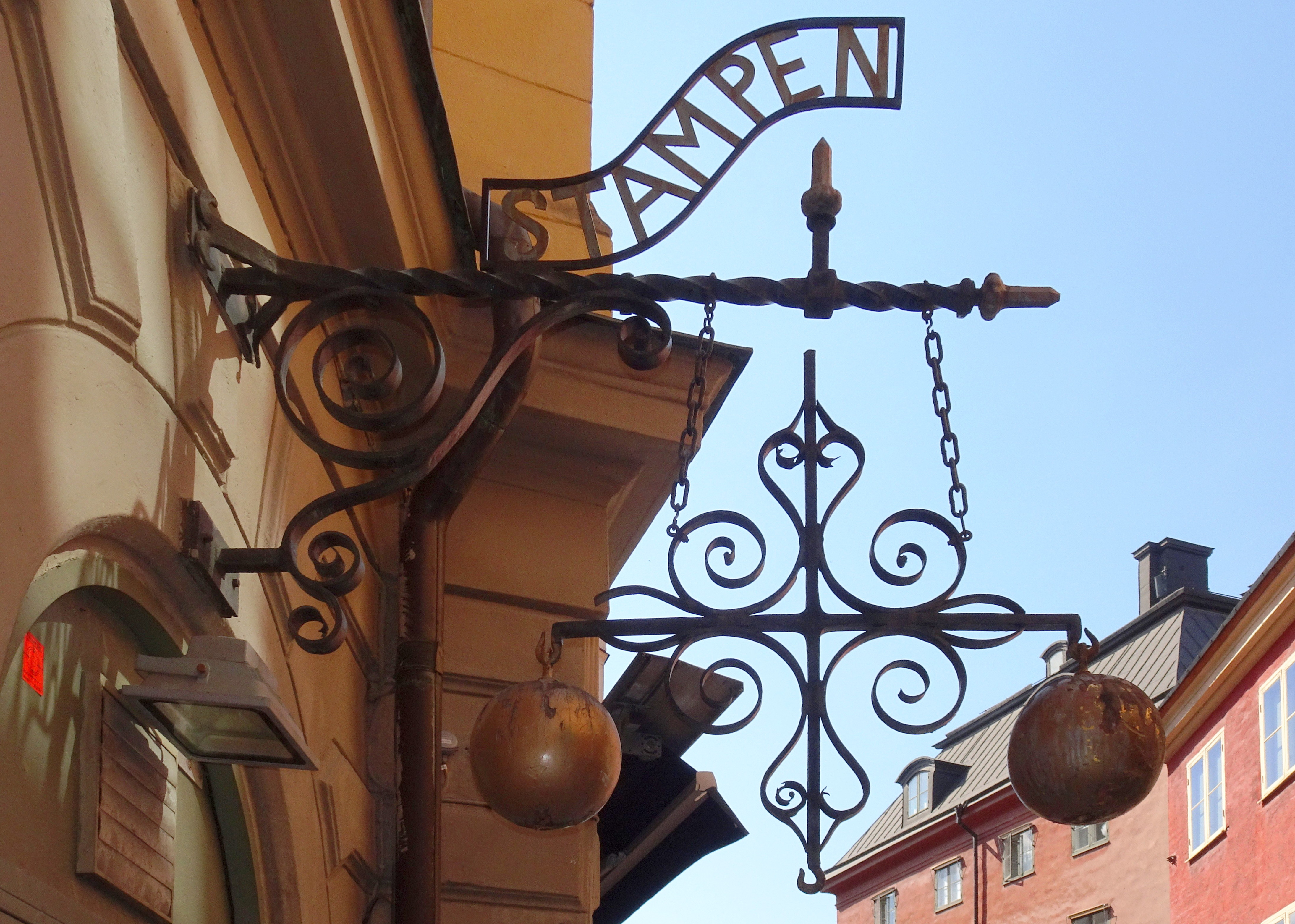
Stampens flaggskylt, 2016.

Byggnaden där Stampen håller till var mellan 1752 och 1881 platsen för Franska reformerta kyrkan där den Franska reformerta föreningen höll sina gudstjänster. Föreningen fann gatulivet i Gamla stan störande och flyttade till Humlegårdsgatan 13–15 på Östermalm, där man byggde sin nuvarande kyrka. Efter kyrkan låg först KM Lundbergs garnbod i hörnet, vilken senare efterträddes av Levin Svenssons bosättningsaffär, och senare av en pantbank vars flaggskylt fortfarande pryder fasaden mot Stora Gråmunkegränd.
Klubben  Stampen grundades 1968 av Sten och Gun Holmqvist i den tidigare pantbanken. Ordet "stamp" är ett slanguttryck för just pantbank. Legendariska namn inom jazzen som Dizzy Gillespie, Dexter Gordon, Toots Thielemans, Ben Webster (Live at Stampen Stockholm, 1969-73), Teddy Wilson, Lucky Thompson liksom svenska jazzartister som Monica Zetterlund, Arne Domnérus, Roffe Ericson, Lars Gullin, Bunta Horn och Jack Lidström har spelat på klubben.

## Stampen idag
Klubben fungerar numera som navet i Stockholms bluesscen, med det populära lördagsjammet som huvudattraktion. 
Jazzen har kommit att trängas undan allt mer med tiden, men det går fortfarande att höra New Orleans- och Chicagojazz flera dagar i veckan.

## Bilder

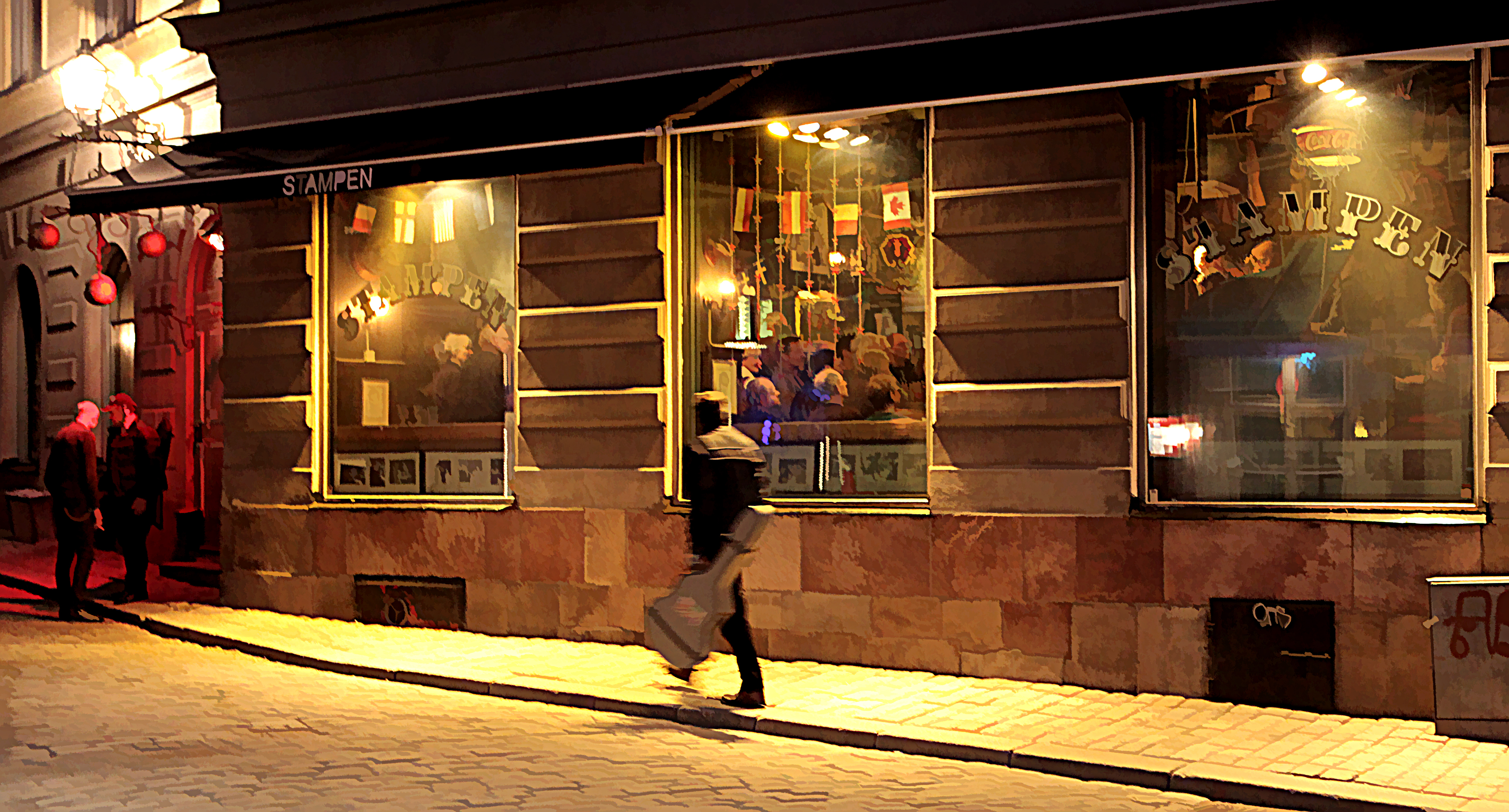
Show time på Stampen
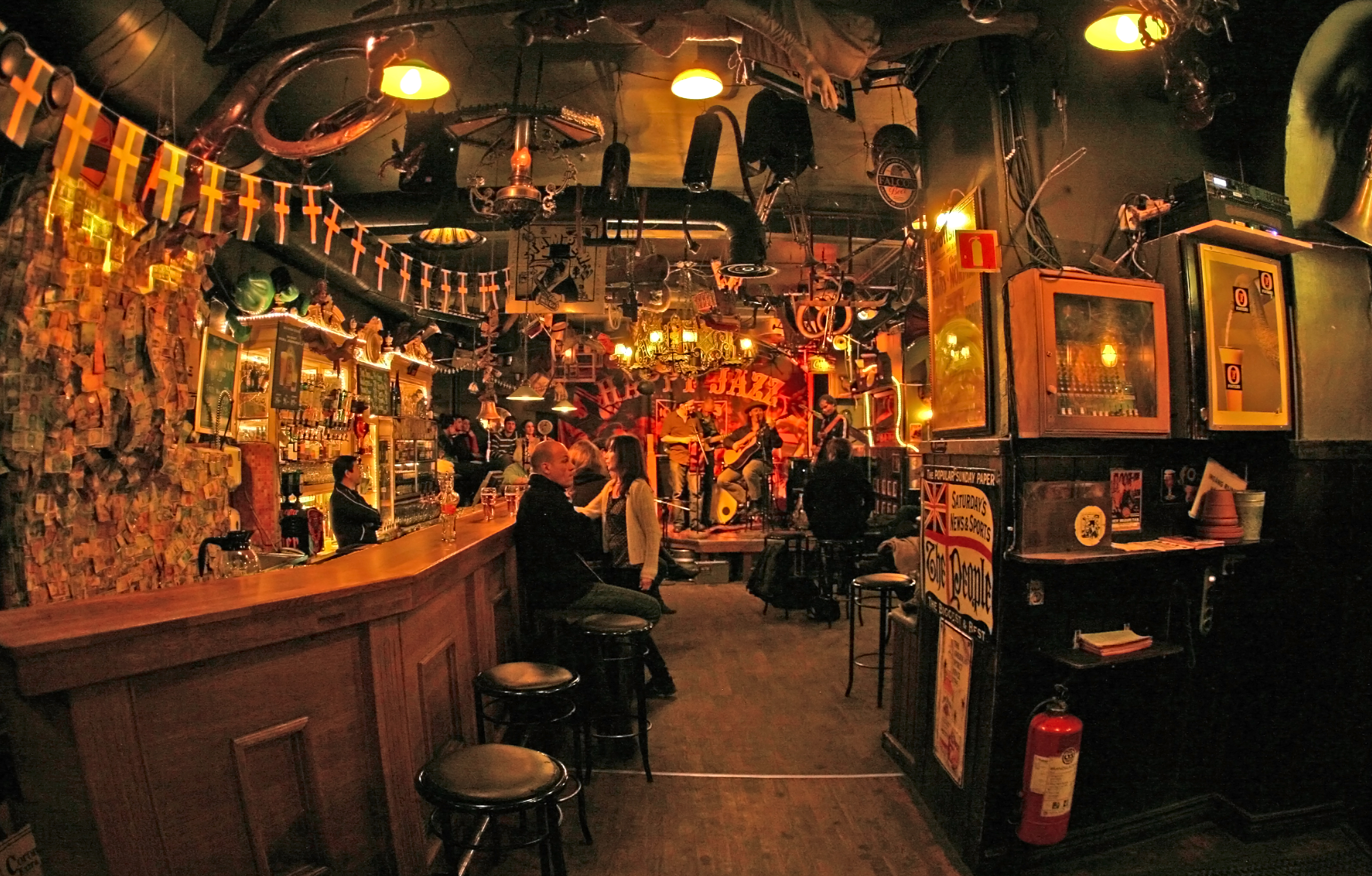
Stampens interiör, gatuplanet
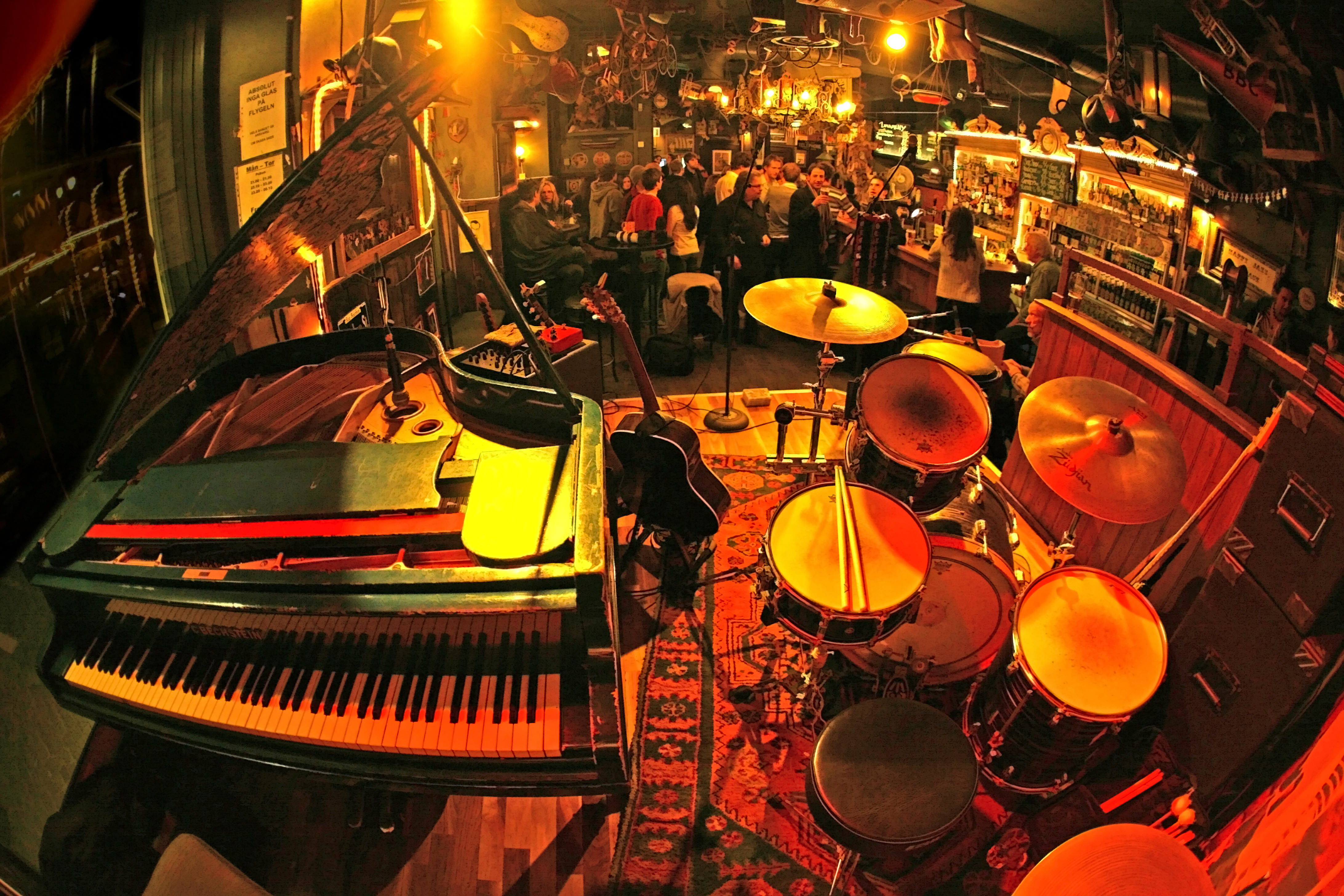
Scenen, gatuplanet